# Special Effects: Anything Can Happen
Special Effects: Anything Can Happen è un documentario diretto dal sound designer Ben Burtt, e narrato da John Lithgow. È stato distribuito per le sale IMAX nel 1996.
Questo documentario è un'esplorazione delle tecniche degli effetti speciali utilizzati nel film, dagli effetti speciali tradizionali fino ai più recenti effetti generati al computer.
Il film è stato candidato per l'Oscar al miglior cortometraggio documentario nell'edizione del 1997.